# مقاطعة لورينس (إلينوي)
مقاطعة لورينس (بالإنجليزية: Lawrence County)‏ هي إحدى المقاطعات في ولاية إلينوي في الولايات المتحدة الأمريكية.

## أعلام
- جيسي ك. دوبويس